# Котек Йосип Йосипович

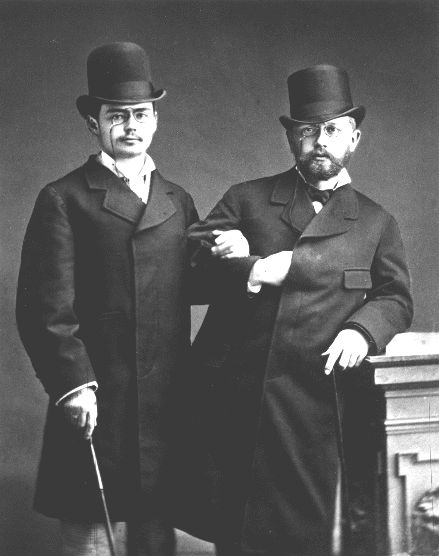
Йосип Котек (зліва) та Петро Чайковський. Москва, початок 1877 року

Йо́сип (Едуа́рд-Йо́сип) Йо́сипович Ко́тек (рос. Иосиф Иосифович Котек; нім. Edward Joseph Kotek; * 25 жовтня (6 листопада за новим стилем) 1855, Кам'янець-Подільський — † 4 січня 1885, Давос, Швейцарія) — російський скрипаль, а також музичний педагог, композитор. Учень і друг Петра Чайковського.

## Біографія
Йосип Йосипович Котек народився 25 жовтня (6 листопада за новим стилем) 1855 року в губернському місті Кам'янець-Подільський у сім'ї вчителя музики. Походив із чеських дворян. Сьогодні до цієї родини належать, зокрема, внуки рідного брата Йосипа Йосиповича Котека — український живописець Ігор Павлович Чамата і український шевченкознавець Ніна Павлівна Чамата .
Спочатку майбутній скрипаль закінчив музичну школу при Київському відділенні Російського музичного товариства (нині Київське державне вище музичне училище імені Рейнгольда Глієра) . Далі, у 1871—1876 роках, навчався в Московській консерваторії по класу скрипки спочатку в професора Фердінанда Лауба, потім у професора Івана Гржималі, а також по класу вільної композиції в професора Петра Чайковського. Закінчив консерваторію з дипломом і медаллю.
У роки навчання у нього почалася дружба з П. І. Чайковським, що носила гомосексуальний характер і тривала до смерті Котека..
Удосконалював майстерність у Берліні в німецького скрипаля та композитора угорського походження Йозефа Йоахіма. Там на конкурсі скрипалів здобув премію в 3000 марок.
Від 1882 року викладав гру на скрипці у королівській вищій школі музики в Берліні. Йосип Котек виступав із концертами в Берліні, Дрездені, Лейпцигу, а також у Санкт-Петербурзі, Москві та інших містах Російської імперії і скрізь мав великий успіх.
Чайковський присвятив Котеку «Вальс-скерцо» для скрипки з оркестром, а також радився з ним при написанні концерту для скрипки з оркестром. Тогочасне приватне листування Чайковського свідчить, що він був закоханий у Котека. Проте немає жодних доказів, що скрипаль відповів взаємністю на почуття композитора.
Йосип Котек — автор етюдів, п'єс-соло і дуетів для скрипки.
1884 року здоров'я Котека, хворого на туберкульоз, погіршилося. У листопада 1884 року важкохворого скрипаля, що перебував у Давосі (Швейцарія), відвідав Петро Чайковський.
Йосип Котек помер 4 січня 1885 року в Давосі на 30-му році життя.